# Phú Thịnh (eiland)
Phú Thịnh of Hòn Trác Nhỏ is een onbewoond eiland in de archipel Côn Đảo, een archipel in de Zuid-Chinese Zee. Het eiland behoort tot de provincie Bà Rịa-Vũng Tàu, een van de provincies van Vietnam. Het heeft een oppervlakte van ongeveer 0,1 km².